# Cassida viridis
La cassida verde (Cassida viridis Linneo, 1758) è un insetto dell'ordine dei coleotteri e della famiglia dei crisomelidi.

## Descrizione

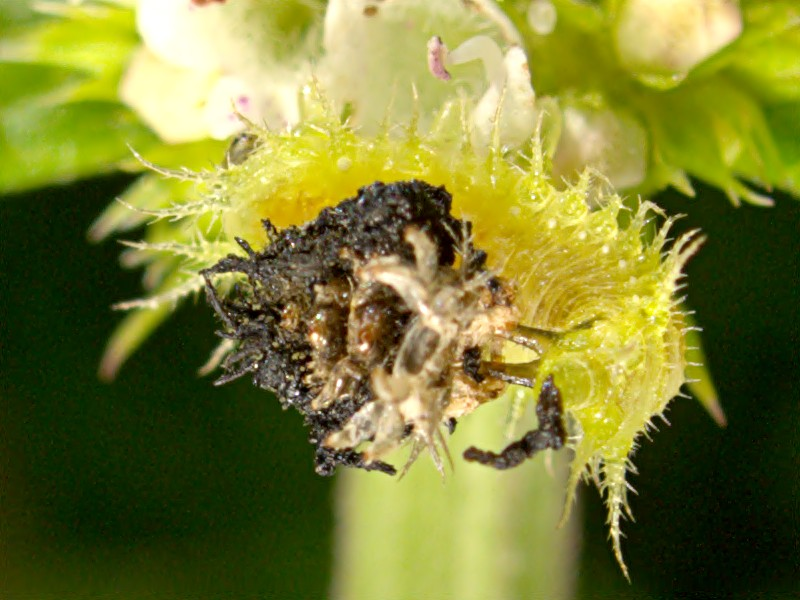
Larva con appresso i resti delle mute

Da sopra, questo coleottero appare di colore verde uniforme; l'addome però è nero, e le zampe pallide; è di forma ovale, grande dai 7,5 ai 10 mm, presenta elitre schiacciate così come il pronoto, che copre quasi completamente il capo. La larva è verde giallognolo, con i fianchi orlati da spine, di cui le due caudali sono più grandi. La pupa è di forma ovale e piuttosto appiattita, ed è dotata di piccole appendici dentate ai lati
È molto simile ad un'altra specie congenere, Cassida rubiginosa, da cui si distingue per la forma arrotondata degli angoli posteriori del pronoto e per il diverso pattern della punteggiatura sulle elitre (sparsa in C. viridis, lineare in C. rubiginosa).

## Biologia
È un fitofago, che si nutre principalmente di menta, cardo, falsa ortica bianca e carciofo. Usando le due grosse spine caudali, la larva si porta dietro sollevati come un ombrello i resti compattati di mute ed escrementi, a scopo mimetico e difensivo; una volta impupata, passano tre settimane prima della formazione dell'adulto. Quest'ultimo si trova tipicamente acquattato sulle foglie, in modo da non dare ai predatori appigli per scalzarlo.

## Distribuzione e habitat
È comune e diffusa pressoché in tutta Europa.